# 17. województwo
17. województwo – określenie hipotetycznego kolejnego województwa Polski, związane z propozycjami utworzenia nowego województwa z terenów 16 już istniejących.
Istnieją lub istniały w okresie przygotowywania reformy administracyjnej następujące propozycje województw: środkowopolskie (wschodniowielkopolskie), środkowopomorskie, staropolskie, województwo miejskie Warszawa, częstochowskie oraz podbeskidzkie ze stolicą w Bielsku-Białej.
Postulaty tworzenia nowych województw mają podłoże w odrębności geograficzno-historycznej niektórych rejonów od reszty województwa, a także chęć utrzymania wyższego, wojewódzkiego statusu przez miasta, które przestały być stolicą województwa po roku 1999.
Termin kolejne województwo jest także używany w sensie humorystycznym na określenie terenów leżących poza granicami Polski, a zamieszkanych przez liczną społeczność polską. W tym kontekście termin używany jest głównie dla amerykańskiego Chicago i okolicznego stanu Illinois, a po wejściu do Unii Europejskiej także dla Wielkiej Brytanii i Irlandii, gdzie wyemigrowała duża grupa Polaków.
W latach 2003–2008 zdarzało się, że nazwa 17. województwo lub „województwo irackie” była stosowana w odniesieniu do polskiej strefy okupacyjnej w Iraku.
Helsińska Fundacja Praw Człowieka zaproponowała utworzenie 17. województwa wyborczego dla obywateli przebywających za granicą.